# Zeno Scudder

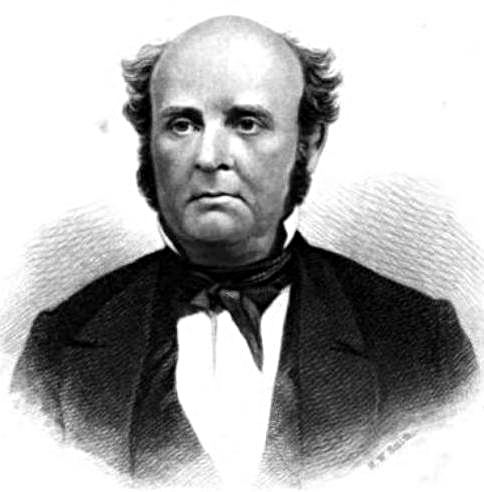
Zeno Scudder

Zeno Scudder (* 18. August 1807 in Osterville, Barnstable County, Massachusetts; † 26. Juni 1857 in Barnstable, Massachusetts) war ein US-amerikanischer Politiker. Zwischen 1851 und 1854 vertrat er den Bundesstaat Massachusetts im US-Repräsentantenhaus.

## Werdegang
Zeno Scudder besuchte die öffentlichen Schulen seiner Heimat. Nach einem anschließenden Jurastudium und seiner 1836 erfolgten Zulassung als Rechtsanwalt begann er in Falmouth in diesem Beruf zu arbeiten. Gleichzeitig schlug er als Mitglied der Whig Party eine politische Laufbahn ein. In den Jahren 1846 bis 1848 war er Mitglied und Präsident des Senats von Massachusetts.
Bei den Kongresswahlen des Jahres 1850 wurde Scudder im zehnten Wahlbezirk von Massachusetts in das US-Repräsentantenhaus in Washington, D.C. gewählt, wo er am 4. März 1851 die Nachfolge von Joseph Grinnell antrat. Nach einer Wiederwahl konnte er bis zu seinem Rücktritt am 4. März 1854 im Kongress verbleiben. Seit 1853 vertrat er dort als Nachfolger von William Appleton den ersten Distrikt seines Staates. Seine Zeit im Kongress war von den Ereignissen im Vorfeld des Bürgerkrieges geprägt.
Scudders Rücktritt erfolgte nach einem Unfall, von dessen Folgen er sich nicht mehr erholen sollte. Er starb am 26. Juni 1857 in Barnstable und wurde in seinem Geburtsort Osterville beigesetzt.